# Dååth
Dååth /ˈdɔːθ/ — американская дэт-метал-группа из Атланты. Их музыка включает в себя такие стили, как дэт-метал, оркестровая музыка и прогрессивный метал.

## История
Группа Dååth была основана Эялем Леви и Майком Камероном, которые играли в группах со средней школы. Двое друзей учились в музыкальном колледже Беркли в Бостоне, но в конечном итоге оставили учёбу, чтобы полностью посвятить себя зарабатыванию денег. Изначально группа называлась Dirt Nap, до смены названия в 2004 году.
Первый альбом Dååth, Futility, был выпущен самостоятельно в 2004 году. Их дебют на Roadrunner Records, The Hinderers, был выпущен в марте 2007 года. Dååth до сих пор выпустили два музыкальных клипа с The Hinderers, первый из которых был "Festival Mass Soulform", который был создан до подписания контракта и помог им завоевать интерес Roadrunner. Второй клип, "Subterfuge", был выпущен в феврале 2007 года.
В марте 2007 года было подтверждено, что Dååth выступит на второй сцене (ротационные слоты) на Ozzfest. 22 октября 2007 года Blabbermouth.net сообщил, что вокалист Шон Фарбер покинул группу. 28 февраля 2008 года Blabbermouth сообщил, что новым вокалистом был назван Шон З. (который заменил Шона Фарбера после его ухода).
2007 год также состоял из более примечательных туров Dååth. В январе они гастролировали по США с Job For a Cowboy, The Acacia Strain и PsyOpus. Весной состоялся европейский тур с Unearth и Job for a Cowboy. Тем летом были не только Ozzfest, но и Summer Slaughter, тур Dying Fetus и различные выездные концерты DevilDriver. Позже в том же году они гастролировали по США и Канаде с Dark Funeral и Naglfar. Чтобы завершить цикл альбомов, Dååth дали три концерта в Японии с Zyklon.
Третий альбом группы The Concealers был выпущен 21 апреля 2009 года Century Media Records в партнерстве с Roadrunner Records. Dååth выпустили один видеоклип The Concealers на песню "Day of Endless Light". Также The Concealers провели немало гастролей. Весной 2009 года состоялся полноценный тур по США с Dragonforce и Cynic. Летом прошли полноценные гастроли по США и Канаде с Goatwhore и Abigail Williams. Позже в том же году Dååth вернулись в Европу с Chimaira, Unearth и Throwdown.
В перерыве между финальным туром в поддержку альбомного цикла The Concealers и сессиями написания песен для будущего альбома Dååth гитаристы Эяль Леви и Эмиль Верстлер выпустили Avalanche of Worms, инструментальный CD 20 апреля 2010 года на лейбле Magna Carta Records под псевдонимом Levi/Werstler. На барабанах на нем играл Шон Рейнерт из Cynic.
Dååth выпустили свой четвёртый студийный альбом с одноимённым названием в октябре 2010 года на лейбле Century Media Records.
В 2011 году Эмиль Верстлер получил возможность занять вакантное место басиста, а Шон Заторски — вакантные клавишные и вокальные обязанности для Chimaira. В 2012 году Верстлер был официально назначен ведущим гитаристом Chimaira, а Джереми Кример занял бы место басиста в Chimaira, оставшееся вакантным из-за повышения Верстлера.
В мае 2022 года вокалист Шон Заторски сообщил, что группа записывает новый материал и надеется выпустить новый EP в конце года или в начале 2023 года. Он также сообщил, что басист Джереми Кример и гитарист Эмиль Верстлер могут выступить на грядущем EP, «если у них будет время», и что барабанщик Кевин Тэлли больше не является участником группы, но они наняли нового барабанщика, который будет выступать на новом EP. 2 августа группа объявила, что барабанщик Septicflesh Керим Лехнер будет играть на барабанах на грядущем EP. 6 августа гитарист Эмиль Верстлер подтвердил, что он больше не является участником группы.
22 февраля 2023 года группа объявила, что подписала контракт с Metal Blade Records и выпустила свою первую новую песню за 12 лет «No Rest No End». Они также представили новых участников группы Джесси Зуретти, который будет заниматься оркестровкой, синтезатором и гитарами, и Дэйва Марвульо, выступающего в качестве сессионного басиста группы, подтвердив, что Джереми Кример больше не в группе. 12 сентября Dååth объявили о своем новом ведущем гитаристе: Рафаэле Трухильо из Австрии.
19 марта 2024 года группа выпустила видеоклип на песню «Hex Unending» и анонсировала свой пятый альбом The Deceivers, релиз которого состоялся 3 мая.

## Участники группы

#### Текущий состав
- Эяль Леви — гитара (2000—наши дни)
- Шон Заторски — вокал (2008—наши дни)
- Керим «Кримх» Лехнер — ударные (2022—наши дни)
- Джесси Зуретти — синтезатор, оркестровка, гитары (2022—наши дни)
- Рафаэль Трухильо — соло-гитара (2023—наши дни)
- Дэвид Марвуглио — бас-гитара (2023—наши дни)

#### Бывшие участники
- Майк Камерон — клавишные, вокал (2000—2008)
- Джереми Кример — бас-гитара (2004—2010)
- Эмиль Верстлер — гитара (2004—2010)
- Крис Дейл — бас-гитара (2004)
- Эрик Сандерс — ударные (2004)
- Сэм Куадра — гитара (2004)
- Кори Брюэр — ударные (2004)
- Лэнс Хоскинс — бас-гитара (2004)
- Матью Эллис — ударные (2004—2005)
- Кевин Тэлли — ударные (2006—2010)
- Шон Фарбер — вокал (2006—2007)

## Дискография

#### Студийные альбомы
- Futility (2004)
- The Hinderers (2007)
- The Concealers (2009)
- Dååth (2010)
- The Deceivers (2024)

#### Мини-альбом
- Dead on the Dance Floor (2007)

#### Видеоклипы
- "Festival Mass Soulform" (25 января 2007)
- "Subterfuge" (28 февраля 2007)
- "Day of Endless Light" (3 июля 2009)
- "Hex Unending" (19 марта 2024)
- "Ascension" (9 апреля 2024)